# Azochim
Azochim Săvinești a fost o companie producătoare de îngrășăminte chimice din România.
Înființată în anul 1956, Azochim a fost primul combinat din România profilat pe producția de îngrășăminte chimice azotoase.
În anul 1998, a fost cumpărată de compania Interagro.
Compania și-a încetat activitatea în luna septembrie a anului 2005, când a început procedura de dizolvare a companiei.
Principalele active ale companiei au fost scoase la licitație de catre AVAS, prin procedura de executare silită, fiind achiziționate de firma Ga-Pro-Co Chemicals pentru suma de 7,7 milioane de dolari (circa 6,3 milioane de euro).
Număr de angajați:
- 2005: 143[3]
- 1998: 1.700[3]